# Airbus Group
 "EADS" omdirigeres hertil. For andre betydninger af EADS, se EADS (flertydig).
European Aeronautic Defence and Space Company EADS N.V., normalt forkortet til EADS er et stort europæisk luft- og rumfartsselskab, stiftet 10. juli 2000 ved fusionen mellem Aérospatiale-Matra fra Frankrig, Construcciones Aeronáuticas (CASA) fra Spanien og  DaimlerChrysler Aerospace (DASA) fra Tyskland. Selskabet udvikler og markedsfører civile og militære fly såvel som missiler, rumraketter og lignende systemer og har hovedkvarter i München i Tyskland. EADS ejer yderligere bl.a. Airbus og Eurocopter.

## Ekstern henvisning
- EADS hjemmeside Arkiveret 28. februar 2007 hos  Wayback Machine

| Firma | Spire Denne artikel om et firma eller en virksomhed er en spire som bør udbygges. Du er velkommen til at hjælpe Wikipedia ved at udvide den. |